# Thomas of Brotherton, 1. Earl of Norfolk
Thomas of Brotherton, 1. Earl of Norfolk (* 1. Juni 1300 in Brotherton; † unsicher: September 1338) war ein englischer Magnat.

Wappen von Thomas of Brotherton, 1. Earl of Norfolk

## Herkunft, Kindheit und Jugend
Thomas of Brotherton entstammte dem englischen Königshaus Plantagenet. Er war der älteste Sohn von König Eduard I. aus dessen zweiten Ehe mit Margarete von Frankreich. Er wurde unerwartet in Brotherton in Yorkshire geboren, als seine Mutter auf der Reise nach Cawood Castle war. In diesem Palast des Erzbischofs von York sollte seine Geburt eigentlich erfolgen. Die Geburt soll schwierig verlaufen sein, bis seine Mutter um die Hilfe des heiligen Thomas Becket bat. Danach wurde das Kind nach diesem Heiligen und nach seinem Geburtsort genannt. Bei der Heirat seiner Eltern war vereinbart worden, dass ein Sohn aus der Ehe mit Besitzungen mit jährlichen Einkünften in Höhe von 10.000 Mark versorgt werden solle. Diese Besitzungen sicherte sein Vater ihm im August 1306 zu, weshalb er ihm den Großteil der Besitzungen von Roger Bigod, 5. Earl of Norfolk versprach, falls dieser kinderlos sterben würde. Bigod hatte aus seinen Besitzungen jährliche Einkünfte von etwa 6000 Mark, und als er im selben Jahr tatsächlich ohne direkten Erben starb, fielen die Besitzungen gemäß einer Vereinbarung von 1302 an die Krone. Die Besitzungen wurden jedoch zunächst Thomas älterem Halbbruder Eduard übergeben, der 1307 als Nachfolger ihres Vaters König wurde. 1310 betraute Eduard seine beiden Halbbrüder Thomas und Edmund of Woodstock mit der Verwaltung des Bigod-Besitzes. Angeblich soll Eduard I. auch geplant haben, einem seiner jüngeren Söhne den Titel Earl of Cornwall zu verleihen, doch diesen Titel vergab Eduard II. an seinen Favoriten Piers Gaveston. Schließlich erhob der König im Dezember 1312, nach dem Tod Gavestons, Thomas zum Earl of Norfolk und gab ihm den Bigod-Besitz als Lehen. Dazu übergab er ihm 1316 das Amt des Marshal of England, das Roger Bigod bis zu seinem Tod innegehabt hatte.

## Unterstützer der Politik von Eduard II.
Bereits im Januar 1313 berief der König Norfolk, wie Thomas nun genannt wurde, in das Parlament, wo der zwölfjährige Junge allerdings keine politische Bedeutung hatte und was für ihn nur ein Ehrenbeweis war. Im selben Jahr berief er ihn auch zum Dienst im Krieg mit Schottland, was jedoch rasch wieder widerrufen wurde. Nach dem Tod seiner Mutter 1318 waren er und sein Bruder Edmund deren Testamentsvollstrecker, und im August 1318 bezeugten beide den Vertrag von Leake, der den König mit dem mit ihm verfeindeten Earl of Lancaster aussöhnen sollte. Im selben Jahr beauftragte der König Thomas und Edmund, Edward Balliol, den jungen Anwärter auf den schottischen Thron, in ihrem Haushalt zu erziehen. Als der König 1319 zu einem neuen Feldzug nach Schottland aufbrach, ernannte er Norfolk zum Reichsverweser. In dieser Funktion berief er am 24. März 1319 Hamo Chigwell, den Mayor of London, Bischof John Sandale von Winchester und den Earl of Pembroke zu sich, zwischen denen es zu einem Streit über die Abhaltung von Wahlen und über die Besetzung von Ämtern in der Stadt gekommen war. Er schlug ihnen vor, dass sie selbst den Streit lösen sollten, sollte dies nicht gelingen, würde er am nächsten Tag in Westminster über den Streit entscheiden. Daraufhin konnten sich die drei Kontrahenten tatsächlich einigen. Als 1319 in Newcastle ein Heer für einen neuen Feldzug nach Schottland zusammengezogen wurde, wurde Norfolk am 15. Juli zusammen mit zahlreichen anderen Knappen vom König zum Ritter geschlagen. Vom 19. Juni bis zum 22. Juli 1320 begleitete Norfolk den König mit einem großen Gefolge nach Frankreich, wo dieser dem französischen König für seine südwestfranzösischen Besitzungen huldigte.

## Rolle während des Despenser War und während der Rebellion des Earl of Lancaster

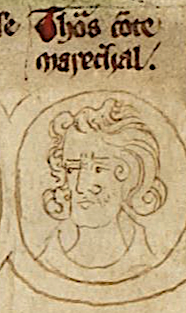
Thomas of Brotherton. Buchmalerei aus dem 14. Jahrhundert

Kurz vor Ausbruch einer befürchteten offenen Rebellion der Marcher Lords versuchte Norfolk im März 1321 noch erfolglos, mit dem Earl of Hereford zu verhandeln. Nach dem Scheitern der Verhandlungen besetzte Norfolk am 16. März das königliche Builth Castle, kurz bevor Hereford die Burg besetzen konnte. Bei diesem Zwischenfall wurde deutlich, dass Hereford ohne Erlaubnis Truppen zusammengezogen hatte. Im April vertrat Norfolk den König, als der jüngere Hugh Audley vor Gericht beschuldigt wurde, weil er entgegen einer 1317 geschlossenen Vereinbarung unerlaubt das Gefolge des Königs verlassen hatte. Anfang Mai kam es dann zum Despenser War, der Rebellion der Marcher Lords gegen den königlichen Günstling Hugh le Despenser. Die Rebellen verbündeten sich mit dem Earl of Lancaster und zogen dann mit ihrem Heer nach London, wo sie im August 1321 im Parlament erfolgreich die Verbannung der Despensers durchsetzen konnten. Im Herbst 1321 begann jedoch der König, militärisch gegen die Rebellen vorzugehen. Im Oktober beauftragte er Norfolk zusammen mit dem Earl of Pembroke und dem Earl of Richmond, Leeds Castle in Kent zu belagern, womit es wieder zu offenen Kämpfen kam. Anfang 1322 schlossen sich Norfolk und sein Bruder zum Earl of Kent erhobene Bruder Edmund der königlichen Armee an, die zur Niederschlagung der Rebellion in die Welsh Marches zog. Im Januar 1322 sicherte die beiden dabei zusammen mit anderen Anhängern des Königs dem Rebellen Roger Mortimer of Wigmore und anderen Rebellen freies Geleit zu, damit sie mit der königlichen Partei verhandeln konnten. Mortimer ergab sich, doch der König ließ ihn dann als Rebellen in den Tower of London bringen. Anschließend unterstützte Norfolk den König bei der Verfolgung der nach Nordengland flüchtenden Lancaster und Hereford.

## Zunehmende schwankende politische Haltung

### Wechselhaftes Verhältnis zu Eduard II.
Nachdem die Rebellion der Marcher Lords und von Lancaster bis März 1322 niedergeschlagen worden war, nahm Norfolk mit seinem Kontingent am gescheiterten Feldzug des Königs nach Schottland im Sommer 1322 teil. Danach verlor Norfolk offensichtlich zeitweise die Gunst des Königs. Im August 1323 musste er die Herrschaft Chepstow in Südostwales gegen eine geringe jährliche Pachtzahlung von £ 200 an Hugh le Despenser überlassen. Im nächsten Jahr musste er gegen eine einmalige Zahlung von £ 800 auf die weitere Erhebung der Pacht und auf alle Rechte an Chepstow verzichten. Dann entzog ihm der König zeitweise das Amt des Marshals, nachdem königliche Richter in Lancashire erfahren hatten, dass Thomas dort ohne Genehmigung die Ausübung des Amts delegiert hatte. Gegen eine Strafe von £ 100 erhielt Thomas das Amt zurück, doch der König wies ihn heftig zurecht und drohte ihm weitere Strafen an, falls er sein Amt erneut vernachlässigen würde. Die Haltung des Königs gegenüber Thomas änderte sich jedoch, als er eine Invasion des aus dem Tower geflüchteten Rebellen Roger Mortimer of Wigmore, der sich in Frankreich mit Eduards Frau Königin Isabelle gegen die Despensers verbündet hatte, befürchtete. Im Januar 1326 schenkte er Norfolk £ 200 aus den beschlagnahmten Einkünften des Bischofs von Norwich. Im Mai ernannte er Norfolk zum königlichen Hauptmann und übertrug ihm die Aufsicht über die Aufstellung von Aufgeboten in einer Reihe von ostenglischen Grafschaften. Dazu erhielt Norfolk von Eduard II. die Verwaltung von beschlagnahmten Ländereien der Rebellen, die Verwaltung von Vormundschaften und andere königliche Gunstbeweise.

### Unterstützer der Invasion von Mortimer und Isabelle
Dennoch stand Norfolk offenbar in Kontakt mit Mortimer und Isabelle, denen sich auch sein Bruder, der Earl of Kent angeschlossen hatte. Das Heer der Rebellen landete am 24. September 1326 am River Orwell, wo sich Norfolks Besitzungen befanden. Die unter dem Oberbefehl von Norfolk stehenden englischen Kriegsschiffe hatten offenbar nicht versucht, die Invasionsflotte anzugreifen, und Norfolk unterstützte sofort die Invasionstruppen, zu denen auch der Earl of Kent gehörte. Diese Unterstützung bei der Landung trug wesentlich zum Gelingen der Invasion bei. Auf Norfolks Befehl hin plünderten seine Vasallen Güter, die dem jüngeren Despenser und dem mit ihm verbündeten Earl of Arundel gehörten. Für diese umfangreichen Plünderungen erhielt Norfolk später eine besondere Begnadigung des neuen Königs. Norfolk selbst schloss sich dem Heer der Königin an, das nach Westengland vorstieß und die Herrschaft von Eduard II. beendete. Am 26. Oktober gehörte Norfolk zu den Baronen, die in Bristol den jungen Thronfolger Eduard zum Reichsverweser bestimmten. Am 27. Oktober gehörten Norfolk und sein Bruder Kent zu den Richtern, die Hugh le Despenser den Älteren zum Tod verurteilten, und im November gehörten sie zu den Richtern, die in Hereford Hugh le Despenser den Jüngeren zum Tod verurteilten.

### Billigung der Herrschaft von Mortimer
Norfolk und Kent standen am Anfang der Liste der Adligen, die zum ersten Parlament nach dem Sturz von Eduard II. geladen wurden, und beide gehörten auch dem Regentschaftsrat an, der für den minderjährigen König die Regierung führen sollte. Schon bald nach der Krönung von Eduard III. war aber klar, dass die eigentliche Macht bei Königin Isabelle und vor allem bei deren Verbündeten und Liebhaber Roger Mortimer lag. Norfolk unterstützte dennoch deren Herrschaft. Er gehörte zu den Kommandanten der Armee, die 1327 einen erfolglosen Feldzug gegen die Schotten führte, dabei bestand er auf seinem Vorrang als Marshal of England. Er gehörte mehreren Ausschüssen an und übernahm eine Reihe von kleineren Ämtern. Zur Belohnung erhielt er nicht nur Chepstow zurück, sondern dazu eine Reihe von Gütern der Despensers, durch die er zusätzliche Jahreseinkünfte von 1000 Mark erhielt. Dazu erhielt er Vormundschaftsverwaltungen und andere Gunstbeweise, und 1328 durfte sein Sohn Edward Beatrice, eine Tochter von Roger Mortimer heiraten. An der Hochzeitsfeier in Hereford, die auch mit einem Turnier begangen wurde, nahmen auch Eduard III. und seine Mutter Isabelle teil.

### Zeitweise Unterstützung der Rebellion von Henry of Lancaster und politischer Bedeutungsverlust
Dann unterstützte Norfolk jedoch die Opposition, die sich unter Führung von Henry of Lancaster gegen Mortimers Herrschaft bildete. Zwar kam es zwischen Norfolk und Lancaster zu Spannungen, als im Oktober 1328 ein Gefolgsmann von Lancaster Robert de Holand aus Rache für dessen früheren Verrat ermordete, doch Anfang Dezember nahm Norfolk an dem Treffen oppositioneller Barone und Prälaten in London teil. Als Lancaster zu dem Treffen hinzustieß, söhnte sich Norfolk mit ihm aus. Die Teilnehmer schworen einander, dem jungen König die Herrschaft zu überlassen, doch Anfang Januar 1329, kurz bevor es bei Bedford zu einer offenen Schlacht zwischen den Rebellen und den Truppen des Königs kam, wechselten Norfolk und Kent die Seiten und unterstützten wieder Mortimer. Damit brach die Verschwörung zusammen, und Lancaster wurde entmachtet. Norfolk hingegen wurde für seine Unterstützung der Rebellion nicht bestraft, doch er hatte die Gunst und das Vertrauen von Mortimer verloren und bezeugte nur noch selten königliche Urkunden. Am 17. Februar 1330 gehörten er und Kent zur Eskorte, die Philippa of Hainault, die Braut von Eduard III., von London zu ihrer Krönung nach Westminster geleitete, und im Sommer 1330 reiste er im Auftrag der Regierung in die Gascogne. Beim Sturz von Mortimers Regime durch den jungen König im Oktober 1330 spielte er keine Rolle, auch nicht, nachdem sein Bruder Kent im März 1330 des Verrats bezichtigt, verurteilt und hingerichtet wurde.

### Letzte Jahre und Tod
Norfolk blieb nach dem Sturz Mortimers weiter ein loyaler Unterstützer des jungen Eduard III. Er gehörte 1331 einer Gesandtschaft an, die zu Verhandlungen mit dem französischen König Philipp VI. nach Frankreich reiste. Im Juni 1331 nahm er zusammen mit dem König an einem Turnier in Stepney teil. Der König benannte ihn als Mitglied mehrerer Gerichtskommissionen. 1331 forderte ihn der König auf, Unruhen in seinen irischen Besitzungen, vor allem in der Herrschaft Carlow, niederzuschlagen, doch Norfolk reiste nie zu seinen irischen Gütern. Er nahm jedoch im Frühsommer 1333 am Feldzug des Königs nach Schottland teil und befehligte am 19. Juli in der Schlacht von Halidon Hill mit den rechten Flügel des englischen Heeres. In den nächsten Jahren betraute der König seinen Onkel noch mit weiteren Aufgaben, wie mit der Aufsicht über die Aufstellung von Aufgeboten oder 1337 mit dem Kommando von Perth.
In den 1330er Jahren machte Norfolk mehrere Landgeschäfte, die nicht zu seinem Vorteil waren. 1332 überließ er den Großteil der Besitzungen, die er 1327 nach dem Sturz der Despensers erhalten hatte, dem König. Dieser gab sie ihm zur lebenslangen Verwaltung zurück, doch nach Norfolks Tod sollten die Güter an William de Bohun, einem Freund des Königs fallen. Schließlich übernahm Bohun schon die Verwaltung der Güter, wofür er Norfolk eine jährliche Pacht von £ 800 zahlen sollte, doch dann verzichtete Norfolk 1336 gegen eine Einmalzahlung erneut auf seine Rechte, ähnlich wie er bereits einige Jahre zuvor zugunsten von Despenser auf Pachtzahlungen verzichtet hatte. Gemäß einer Vereinbarung über die Hochzeit von Norfolks Tochter Alice mit William Montagu dem Jüngeren, einem Sohn des königlichen Günstlings William Montagu, übergab Thomas 1333 an Montagu dem Älteren für fünfzehn Jahre seinen gesamten Besitz in Irland samt einigen Gütern in England. Alice heiratete dann jedoch Edward Montagu, einen jüngeren Bruder von William Montagu dem Älteren. Diese Geschäfte zeigen, dass Norfolk im Umgang mit seinen Besitzungen nachlässig oder nicht in der Lage war, sie gegen die Ansprüche anderer zu verteidigen. Sowohl sein Halbbruder Eduard II. wie auch sein Neffe Eduard III. ließen zu, dass sich ihre Günstlinge auf seine Kosten bereicherten. Norfolk war offensichtlich auch nicht in der Lage, seinen Haushalt zu organisieren. Als der König zunehmend Berichte von Verstößen und Gesetzesüberschreitungen von Angehörigen von Norfolks Haushalt hörte, musste sich dieser vor ihm verantworten. Schließlich beauftragte der König 1337 Constantine Mortimer, seinen Haushalt in Ordnung zu bringen. Wie in allen anderen Dingen akzeptierte Thomas auch diese Entscheidung des Königs. Kurz drauf wurde ihm erneut das Amt des Marshals entzogen, das er jedoch noch vor seinem Tod zurückerhielt.

## Ehen und Nachkommen
Um 1320 hatte Thomas Alice, eine Tochter von Roger Hales, dem Coroner von Norfolk geheiratet. Diese Hochzeit eines Angehörigen der Königsfamilie mit einer Frau von recht niederem Rang war ungewöhnlich. Mit ihr hatte er mehrere Kinder, darunter:
- Edward († 1337) ⚭ Beatrice Mortimer
- Margaret Brotherton, Duchess of Norfolk († 1399),
  - ⚭ John Segrave, 4. Baron Segrave († 1353)
  - ⚭ Walter Mauny, 1. Baron Mauny († 1372)
- Alice ⚭ Edward Montagu

Nach dem Tod seiner ersten Frau vor 1330 heiratete Thomas in zweiter Ehe Mary, die Witwe von Sir Ralph Cobham. Sie war eine Tochter von Sir Piers Brewes, damit entsprach auch diese Heirat nicht dem hochadligen Rang von Norfolk. Er starb 1338, vermutlich im September. Er wurde in Bury St Edmunds beigesetzt. Da sein einziger Sohn bereits vor ihm kinderlos gestorben war, wurden seine Besitzungen unter seinen beiden Töchtern Margaret, die auch den Anspruch auf den Titel Earl of Norfolk erbte, und Alice aufgeteilt. Seine zweite Frau Mary überlebte ihn und heiratete bis zu ihrem Tod um 1361 nicht erneut.